# Kappanyos András
Kappanyos András (Budapest, 1962. október 10. –) magyar irodalomtörténész, műfordító, egyetemi tanár. Kultúratudományi munkássága a modernség, a klasszikus avantgárd nyelvi felismerései, így Kassák, Joyce és Eliot életművei köré szerveződik. A modernség nyelvi hagyományát a vers műfaji alakulásának folyamatán elemzi Drydentől a kortárs popköltészetig. A magyarországi kulturális fordítástudomány úttörője, egyszerre képzett elemzője és érzékeny műfordítója az irodalmi szövegeknek. A Magyar Kutatási Hálózat Irodalomtudományi Intézetének (korábban MTA, majd ELKH Irodalomtudományi Intézete) tudományos tanácsadója, igazgatóhelyettese, a Modern magyar irodalmi osztály vezetője, a Literatura főszerkesztője, a Miskolci Egyetem Magyar Nyelv- és Irodalomtudományi Intézetének professzora, Irodalomtudományi Doktori Iskolájában a Kulturális fordítástudomány programjának vezetője, 2015–16-ban az Indiana University Bloomington Ranki Chair professzora.

## Életpályája
Műfordítói gyakorlata Lator László legendás ELTE-s szemináriumain kapott mesteri támogatást és baráti közösséget. Irodalomtörténészi oktatói pályáját a Pécsi Tudományegyetemen kezdte 1990-ben Kulcsár Szabó Ernő tanszékén. Az Oxford Universityn töltött egy évet posztgraduális vendéghallgatóként Soros-ösztöndíjjal, 1996-ban PhD-fokozatot szerzett az ELTE-n az English Literature programban, habilitált, akadémiai doktor, fordítástudományi értekezését 2015-ben védte meg. 

## Főbb művei
- Kétséges egység – Az átokföldje, és amit tehetünk vele (2001)
- A magyar irodalom képes atlasza (2008)
- Tánc az élen – Ötletek az avantgárdról (2008)
- Ulysses – Műelemzések (2011)
- Hová tűnt a huszadik század? (2013)
- Bajuszbögre, lefordítatlan – Műfordítás, adaptáció, kulturális transzfer (2015)
- Túl a sövényen (2021)
- 3-as út. Tanulmányok; Reciti, Budapest, 2024

## Válogatott műfordításai
- Kurt Vonnegut: Kékszakáll (1991)
- T. S. Eliot: Elveszett költemények (1997)
- James Joyce: Száműzöttek. Színmű; ford. Kappanyos András; Arktisz–OSZMI, Budapest, 2001
- James Joyce: Kisebb művek (2002, többekkel)
- Carol Ann Duffy: A világ felesége. Versek (2006)
- James Joyce: Stephen Hero (2008, 2022)
- James Joyce: Ulysses (2012) Gula Marianna, Kiss Gábor Zoltán és Szolláth Dávid közreműködésével
- Sarah Kane drámák, versek

## Díjai
- Fiatal kritikusok díja, Művészeti Alap, 1988
- Eötvös ösztöndíj, 6 hónap, Magyar Ösztöndíj Bizottság, 1996
- Soros ösztöndíj, 9 hónap, Oxford, Oriel College 1992–1993
- Soros PhD-támogatás, Soros Alapítvány, 1997
- Bolyai János kutatói ösztöndíj, 3 év, MTA 1998–2001
- Zoltán Attila műfordítói díj, Európa Kiadó, 1998
- Research Support Scheme, 2 év, Open Society Institute 1999–2001
- Hauser Arnold Díj, 2008
- Alföld Díj, 2015